# Scott Mitchell
Scott Mitchell (Bournemouth, 5 juni 1970) is een Engelse darter die speelt binnen de PDC. Zijn bijnaam is Scotty Dog. Mitchell won in 2015 het BDO World Darts Championship. Voordat hij deel uitmaakte van de BDO, kwalificeerde Mitchell zich voor de UK Open 2007. Hij won in de eerste ronde van Brian Cathcart en in de tweede ronde verloor hij van voormalig wereldkampioen Jelle Klaasen.
Mitchell heeft de England Classic en de Swiss Open in 2009 gewonnen. Hierdoor was hij als 14de gekwalificeerd voor de BDO World Darts Championship in 2010. Hij verloor in de eerste ronde van Daryl Gurney. Mitchell verdedigde met succes zijn Swiss Open titel in 2010 door het toernooi opnieuw te winnen. Hij won ook de Center Parcs Masters en kwalificeerde zich als 15e voor de BDO World Darts Championship in 2011. Hij verloor wederom in de eerste ronde, ditmaal van Jan Dekker.
In 2012 verloor hij opnieuw in de eerste ronde, ditmaal van Martin Adams.
Mitchell werd in 2015 wereldkampioen van de BDO. Hij won in de finale van het BDO World Darts Championship met 7-6 in sets van Martin Adams.
In 2020, toen de BDO failliet ging, stapte Mitchell over naar de andere dartsbond, de PDC. Hier behaalde hij in 2021 een PDC Tourkaart door op de UK-Q-School de vierde dag te winnen.

## Resultaten op Wereldkampioenschappen

### BDO
- 2010: Laatste 32 (verloren van Daryl Gurney met 2-3)
- 2011: Laatste 16 (verloren van Jan Dekker met 0-3)
- 2012: Laatste 16 (verloren van Martin Adams met 0-3)
- 2013: Laatste 16 (tegen Robbie Green met 1-4)
- 2014: Laatste 16 (verloren van James Wilson met 2-4)
- 2015: Winnaar (gewonnen van Martin Adams met 7-6)
- 2016: Kwartfinale (verloren van Richard Veenstra met 3-5)
- 2017: Laatste 16 (verloren van Geert De Vos met 2-4)
- 2018: Laatste 16 (verloren van Andy Baetens met 2-4)
- 2019: Kwartfinale (verloren van Jim Williams met 3-5)
- 2020: Halve finale (verloren van Wayne Warren met 3-6)

### WDF

#### World Cup
- 2015: Laatste 64 (verloren van Ross Montgomery met 3-4)
- 2019: Laatste 32 (verloren van Martijn Kleermaker met 1-4)
- 2023: Laatste 256 (verloren van Joe Chaney met 3-4)

### PDC
- 2022: Laatste 96 (verloren van Chris Landman met 0-3)

### WSDT (Senioren)
- 2023: Laatste 16 (verloren van Robert Thornton met 0-3)
- 2024: Laatste 16 (verloren van Lisa Ashton met 0-3)

## Resultaten op de World Matchplay

### WSDT (Senioren)
- 2023: Laatste 16 (verloren van Paul Hogan met 3-8)